# Сотников, Виктор Викторович
Виктор Викторович Сотников (род. 26 ноября 1961, Грязи, Липецкая область, РСФСР, СССР) — российский серийный убийца. Совершил 8 жестоких убийств с различными мотивами.

## Биография
С детства отличался патологической жестокостью. Будучи мальчиком, повесил собственную собаку. Постоянно избивал свою сестру и родителей. Повзрослев, стал продавать самогон (при этом сам Сотников вёл здоровый образ жизни, не курил и не пил). Две женщины обвинили его в изнасиловании, но он замял дело, заплатив им. Позднее стал сожительствовать с женщиной, которую регулярно избивал.
Вечером 30 сентября 2000 года Сотников совершил первое убийство. Он увидел на остановке 19-летнюю девушку по имени Виргиния Брунцева и предложил подвезти её. По словам Сотникова, девушка добровольно согласилась поехать к нему домой и выпить. В доме между ними произошла ссора. Мать девушки опровергает данную версию событий. По её мнению, Сотников затащил девушку в дом насильно. Всё закончилось тем, что Сотников избил девушку, вывез на машине в поле, где и сжёг её в стогу сена.
Следующее убийство он совершил в июне 2002 года, вместе с соучастником — Александром Леньшиным. Жертвой стала 25-летняя Инесса Быкова, которая голосовала на дороге. Мужчины вывезли пассажирку на берег реки Матыра, где Сотников предложил ей вступить в интимную связь. Когда женщина отказалась, преступник стал избивать её арматурой. Затем он заставил соучастника ударить жертву ножом в грудь. Преступники попытались утопить тело в реке, однако им это не удалось. Тогда они вывезли труп на заброшенную камнедробилку известкового завода, где закопали в мусоре.
Ещё одно убийство Сотников и его сообщник совершили в 2003 году. Во время Нового года Сотников вместе с Леньшиным убил 31-летнюю Зою Рощину, с которой они встречали Новый год. Жертве было известно о ранее совершённых убийствах. В ходе застолья преступники предположили, что она может на них донести. Они погрузили нетрезвую женщину в машину, вывезли её в безлюдную местность и бросили. Она не смогла дойти до жилья и замёрзла насмерть.
7 марта 2003 года в Петровском районе Тамбовской области Сотников и Леньшин убили ранее судимого за сбыт наркотиков 46-летнего наркомана Сергея Корнева, который попросил их отвезти его в Тамбов. Тело бросили на обочине и присыпали снегом.
Через несколько дней они расправились с 66-летней Валентиной Ролдугиной, которая попросила довезти её до Добринского района Липецкой области.
16 декабря 2005 года Сотников угощал у себя дома спиртным 32-летнюю Валентину Медведеву, которую обещал отвезти в Липецк. Однако по дороге он свернул к Матырскому водохранилищу, где вынес нетрезвую попутчицу из машины, положил в снег и уехал. Вскоре женщина скончалась от переохлаждения.
В 2008 году от Сотникова ушла сожительница. Он стал сожительствовать с 25-летней женщиной, на которой впоследствии женился. В середине апреля 2010 года Сотников вновь начал убивать. Он привёз домой девушку, личность которой впоследствии так и не удалось установить, раздел её и обрил налысо. Всё это происходило на глазах его жены. Затем Сотников посадил девушку и жену в машину и вывез их на берег Матыры. Там он зарезал девушку и сжёг тело.
Последнее убийство он совершил 7 ноября 2011 года. Сотников попросил 52-летнего бездомного Александра Шкатова помочь заготовить дрова, а затем предложил ему поехать вместе с ним в село Нижний Телюлюй. По пути Сотников насмерть забил Шкатова металлическим шаром и бросил тело в лесополосе. Нашлись свидетели, знавшие, кому убитый помогал заготавливать дрова. Сотников был задержан. Вскоре он и его жена стали рассказывать о других совершённых убийствах.
На суде безуспешно пытался доказать свою невменяемость. 22 октября 2013 года был приговорён к пожизненному заключению. Его соучастника Александра Леньшина приговорили к 19 годам лишения свободы. Кроме того, матери первой жертвы Сотников обязан выплатить 1,5 миллиона рублей компенсации. В последнем слове Сотников попросил прощения у родственников своих жертв, жены и сказал, что раскаивается. Был отправлен отбывать наказание в соль-илецкую колонию «Чёрный дельфин».

## В массовой культуре
- Документальный фильм «Изгнать Сатану» из цикла «Честный детектив» (2016)